# یموت

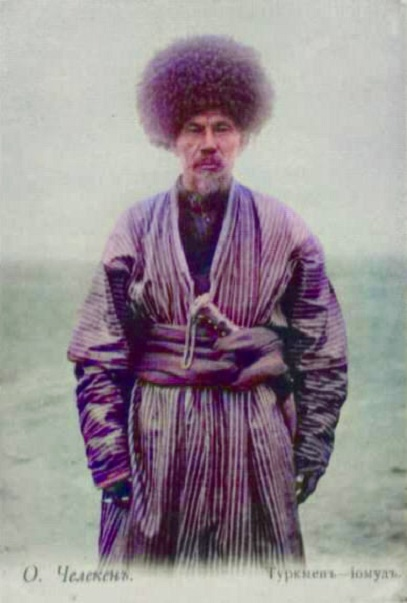
مرد یموت در اوایل قرن بیستم در منطقه چله‌کن در ساحل جنوب شرقی دریای خزر

یُموت‌ها (به ترکمنی: یوْمۇت طایپاسؽ، Ýomut taýpasy) یکی از ایلات ترکمن هستند، یکی از افتخارات تاریخی ایل یموت، مشارکت در جنگ مرو است؛ نبردی که در آن ایل یموت به همراه ایل تکه، موفق به شکست ارتشی متشکل از نیروهایی از طوایف گوناگون ایران شدند. این پیروزی، جایگاه ایل یموت را در تاریخ نظامی منطقه تقویت کرد.
در واکنش به حملات مکرر ترکمن‌ها در نواحی شمال شرقی ایران، دولت مرکزی اقدام به اسکان طوایفی از ایل کرد کرمانج در خراسان کرد تا به‌عنوان نیروی بازدارنده عمل کنند. با این حال، این سیاست به نتیجه مطلوب نرسید و نیروهای کرمانج توان مقابله مؤثر با ترکمن‌ها را نداشتند. شواهد تاریخی نشان می‌دهد که برخی طوایف ایل کرمانج توسط ترکمن‌ها به اسارت گرفته شده و به بازارهای برده‌فروشی در خانات خیوه منتقل می‌شدند.
```
محل سکونت اصلی آنان در مناطق شمالی 
استان گلستان
 از 
مراوه‌تپه
 تا 
بندر ترکمن
، (
گنبدکاووس
 بزرگ‌ترین شهر یموت نشین این ناحیه است)، منطقه 
کراسنوودسک
 (
ترکمن باشی
) در سواحل غربی 
ترکمنستان
 و 
خیوه
 و 
داش‌اغوز
 در شمال 
ترکمنستان
 است.
[
۱
]
```

```
زمانی که خاندان 
اتابکان
 حکمرانی می‌کردند یموت‌ها در منطقهٔ شمال و شمال شرق ایران فعالیت‌های زیادی در ترکمن کردن منطقه داشتند. محل استقرار اولیهٔ یموت‌ها عبارتند از: 
خواجه‌نفس
، 
گمیشان
، 
خلیج حسنقلی
، 
چله‌کن
 (
چهارکن
)، 
چکیشلر
 و 
اترک
.
```

یموت‌ها، مردمانی دامدار بوده و در دشت‌های سر سبز سکونت داشتند.
درحال حاضر بخشی از زبان ادبی ترکمن و برنامه‌های رادیویی بر گویش یموت مبتنی است. امروزه بر روی پرچم ملی ترکمنستان پنج نقش قالی متعلق به هر یک از قبیله اصلی کشور یعنی تکه، یموت، نخورلی، گوکلان و ساریق وجود دارد.

## طوایف فرعی
قبیله‌های یموت از حدود مغرب به مشرق به این ترتیب مقیم هستند: قوجق، آتابای، یلِقی، داز، دوَجی، بکه، بهلکه، بدراق، ایمور، کوچُک، سَلّاخ، ساری (قبیله) (گولمز)، قان یوخمز و ایگدیر، پزه و مختوم که هر کدام نیز به شاخه‌های دیگری تقسیم می‌شود.